# Барицентрические координаты
Барицентри́ческие координа́ты — скалярные параметры, набор которых однозначно задаёт точку аффинного пространства (при условии, что в данном пространстве выбран некоторый точечный базис).
Точечный базис (иногда используется термин «базис барицентрических координат») в {\displaystyle n}-мерном аффинном пространстве {\displaystyle A}  представляет собой систему из {\displaystyle (n+1)}-й точки {\displaystyle P_{0},P_{1},\ldots ,P_{n}},  которые предполагаются аффинно независимыми  (т. е. не лежат в {\displaystyle (n-1)}-мерном подпространстве рассматриваемого пространства).

## Определение
Пусть {\displaystyle P} есть произвольная точка в {\displaystyle A}.  Каждая точка  {\displaystyle M\in A}  может быть единственным образом представлена в виде барицентрической комбинации
{\displaystyle M=P+\alpha _{0}\cdot {\overrightarrow {PP}}_{0}+\alpha _{1}\cdot {\overrightarrow {PP}}_{1}+\ldots +\alpha _{n}\cdot {\overrightarrow {PP}}_{n};}
барицентричность стоящей в правой части линейной комбинации точек означает, что действительные числа {\displaystyle \alpha _{0},\alpha _{1},\ldots ,\alpha _{n}} (коэффициенты комбинации) удовлетворяют условию

Барицентрические координаты (λ1,λ2,λ3) на равностороннем треугольнике и на прямоугольном треугольнике

{\displaystyle \alpha _{0}+\alpha _{1}+\ldots +\alpha _{n}=1.}
Числа {\displaystyle \alpha _{0},\alpha _{1},\ldots ,\alpha _{n}}  и называются барицентрическими координатами точки {\displaystyle M}.  Легко видеть, что барицентрические координаты не зависят от выбора {\displaystyle P}.
Записанное выше равенство в символике барицентрического исчисления может быть переписано так:
{\displaystyle M=\alpha _{0}P_{0}+\alpha _{1}P_{1}+\ldots +\alpha _{n}P_{n}.}

## Свойства
- Барицентрические координаты аффинно инвариантны.
- Барицентрические координаты точек симплекса с вершинами в {\displaystyle P_{0},P_{1},\ldots ,P_{n}} неотрицательны и их сумма равна единице.
- Обращение в нуль барицентрической координаты {\displaystyle \alpha _{i}} равносильно тому, что точка лежит на плоскости, содержащей грань симплекса, противоположную вершине {\displaystyle P_{i}}. Это свойство позволяет рассматривать барицентрические координаты точек симплициального комплекса относительно всех его вершин.
- В барицентрических координатах изотомическое сопряжение двух точек внутри треугольника задаётся формулой {\displaystyle (x:y:z)\mapsto (x^{-1}:y^{-1}:z^{-1})}. В связи с этим, барицентрические координаты часто бывают удобны при работе с изотомическим сопряжением.
- Для точки {\displaystyle X}, лежащей внутри треугольника {\displaystyle ABC}, в качестве барицентрических координат можно взять площади треугольников {\displaystyle (S_{BCX}:S_{CAX}:S_{ABX})}.
- Барицентрические координаты  тесно связаны с трилинейными координатами. А именно, если {\displaystyle (\alpha :\beta :\gamma )} — барицентрические координаты точки {\displaystyle X} относительно треугольника {\displaystyle ABC}, а {\displaystyle a,b,c} — длины его сторон, то
{\displaystyle (x:y:z)=\left({\frac {\alpha }{a}}:{\frac {\beta }{b}}:{\frac {\gamma }{c}}\right)}

её трилинейные координаты. Трилинейные координаты, как и барицентрические, определены с точностью до пропорциональности.
- Точка {\displaystyle M} является центром масс грузиков с массами {\displaystyle \alpha _{0},\alpha _{1},\ldots ,\alpha _{n}}, расположенных в точках {\displaystyle P_{0},P_{1},\ldots ,P_{n}}.

## История
Барицентрические координаты введены Мёбиусом в 1827 г.